# Ticking Clock
Ticking Clock är det italienska power metal-bandet SkeleToons andra studioalbum och det sista på det italienska skivbolaget Revalve Records. Det släpptes i mars 2017 och i nyutgåva av bandets nuvarande skivbolag Scarlet Records i oktober 2020.
När skivan skulle spelas in hade bandet ingen fast gitarrist. Guido Benedetti från bandet Trick or Treat spelar därför gitarr på albumet och även Jens Ludwig från Edguy bidrar med akustisk och elektrisk gitarr. Piet Sielck (Iron Savior) och Jonne Järvelä (Korpiklaani) bidrar med sång.
Skivan mixades och mastrades av Roland Grapow i hans Grapow Studios i Slovakien.
Tre musikvideor spelades in: "Night Ain't Over", "Watch Over Me" och "Mooncry".

## Låtlista
1. "Dreamland" – 4:56
2. "Drowning Sleep" – 4:29
3. "Night Ain't Over" – 4:58
4. "Watch Over Me" – 3:17
5. "Chasing Time" – 3:27
6. "Ticking Clock" – 5:42
7. "Mooncry" – 3:45
8. "Falling into Darkness" – 2:36
9. "The Awakening" – 10:47

## Medverkande
Musiker
- Tomi Fooler – sång, piano, keyboard
- Charlie Dho – basgitarr
- Henry "Sydoz" Sidoti – trummor

Bidragande musiker
- Guido Benedetti – gitarr
- Jens Ludwig – gitarr
- Piet Sielck – sång
- Jonne Järvelä – sång
- Tomika Fulida – sång

Produktion
- SkeleToon – producent
- Roland Grapow – mixning, mastering
- Stan-W. Decker – albumkonst